# Сукумбиос
Сукумбѝос (на испански: Sucumbíos) е една от 24-те провинции на южноамериканската държава Еквадор. Разположена е в североизточната част на страната. Общата площ на провинцията е 18 008 км², а населението е 225 500 жители (по изчисления за 2019 г.). Провинцията е разделена на 7 кантона, някои от тях са:
1. Каскалес
2. Путумайо
3. Шушуфинди